# Форк

Діаграма, що показує, як розгалужувалися дистрибутиви Linux.

Форк (англ. fork — «виделка», «вилка», «розгалуження») в розробці програмного забезпечення — процес розділення програмного проєкту (зазвичай вільного) на два окремі проєкти. На відміну від створення гілок (англ. branch), проєкти в кінцевому підсумку не об'єднуються. Зазвичай утворення форку виконується наступним чином: розробник копіює собі вихідні коди певного проєкту і на їхній основі розпочинає незалежну розробку нового продукту.
Якщо проєкт є вільним програмним забезпеченням, форк може бути утворений без згоди початкового розробника, не порушуючи при цьому авторського права.